# Безлісний (хутір)
Безлісний — хутір в Усть-Лабинському районі Краснодарського краю, утворює Ленінське сільське поселення.
Хутір розташовано вздовж берегів загаченої балки Сухий Лог (притока Лівого Бейсужка), за 12 км північніше станиці Ладозької, у степовій зоні.
До складу Ленінського сільського поселення входить один хутір Безлісний.